# Sprickporing
Sprickporing (Diplomitoporus crustulinus) är en svampart som först beskrevs av Giacopo Bresàdola, och fick sitt nu gällande namn av Domanski 1970. Enligt Catalogue of Life ingår Sprickporing i släktet Diplomitoporus,  och familjen Polyporaceae, men enligt Dyntaxa är tillhörigheten istället släktet Diplomitoporus,  och familjen Steccherinaceae. Arten är reproducerande i Sverige. Inga underarter finns listade i Catalogue of Life.